# Pulau Tioman
Pulau Tioman är en liten ö i delstaten Pahang, Malaysia. Ön befinner sig 80 km från Malackahalvön och hade en folkmängd på 432 personer år 2008. 